# Distrikt San Miguel de Mayocc
Der Distrikt San Miguel de Mayocc liegt in der Provinz Churcampa in der Region Huancavelica im Südwesten von Zentral-Peru. Der Distrikt wurde am 22. Juni 1962 gegründet. Er besitzt eine Fläche von 25,3 km². Beim Zensus 2017 wurden 788 Einwohner gezählt. Im Jahr 1993 lag die Einwohnerzahl bei 875, im Jahr 2007 bei 1144. Sitz der Distriktverwaltung ist die 2212 m hoch gelegene Ortschaft San Miguel de Mayocc mit 546 Einwohnern. San Miguel de Mayocc befindet sich 7 km südlich der Provinzhauptstadt Churcampa.

## Geographische Lage
Der Distrikt San Miguel de Mayocc liegt im äußersten Süden der Provinz Churcampa am Westrand der peruanischen Zentralkordillere. Der Río Mantaro fließt entlang der südlichen Distriktgrenze nach Osten.
Der Distrikt San Miguel de Mayocc grenzt im Westen an den Distrikt Locroja, im Norden und im Nordosten an den Distrikt Churcampa, im Südosten an den Distrikt La Merced sowie im Süden an den Distrikt Marcas (Provinz Acobamba).